# 하나님의 보좌
하나님의 보좌는 아브라함 종교, 즉 주로 유대교, 기독교, 이슬람교에서 하나님이 다스리는 중심이다. 다양한 성경에서는 왕좌가 유대교에서 아라보트(히브리어: עֲרָבוֹת'ărāḇōṯ)라고 불리는 일곱 번째 하늘 너머에 있다고 말한다.

## 유대교
미가야(열왕기상 22:19), 이사야(이사야 6장), 에스겔(에스겔 1장), 다니엘(다니엘 7:9)은 모두 하나님의 보좌에 대해 이야기하지만, 사디아 가온(Saʿadiah Gaon)과 마이모니데스와 같은 일부 철학자들은 그러한 언급을 우화로서의 "왕좌"로 해석했다.

## 기독교
신약성경에서 하나님의 보좌는 하나님의 보좌인 천국, 다윗의 보좌, 영광의 보좌, 은혜의 보좌 등 여러 가지 형태로 언급된다. 신약성경은 천국 자체를 "하나님의 보좌"로 유대인들이 동일시하는 것을 계속하지만, 또한 하나님의 보좌를 "하늘에 있는" 것으로 위치시키고 그리스도의 시간을 위해 하나님의 우편에 이차적인 자리를 갖는다고 말한다.

## 같이 보기
- 흘리드스캴프